# Akumajō Dracula X Chi no Rondo
Akumajō Dracula X Chi no Rondo (悪魔城ドラキュラX 血の輪廻?, Akumajō Dorakyura Ekkusu Chi no Rondo, "Il Castello Demoniaco di Dracula X rondò di sangue") è un videogioco a piattaforme della serie Castlevania, uscito il 29 ottobre 1993 nel solo Giappone per PC Engine. La "X" del titolo si riferisce al numero romano per 10, dato che è il decimo episodio della serie.
Un gioco basato su Chi no Rondo è stato pubblicato due anni più tardi per Super Nintendo, ovvero Castlevania: Vampire's Kiss (Castlevania: Dracula X negli Stati Uniti).
Nel 2007 Konami ha prodotto un remake grafico di Chi no Rondo per PlayStation Portable, pubblicato come Castlevania: The Dracula X Chronicles insieme alla versione originale per PC Engine dello stesso, intitolato per l'occasione Rondo of Blood. Unitamente ad essi, v'è allegata anche la conversione di Symphony of the Night da PlayStation, con alcune aggiunte riprese dalla versione Sega Saturn non presenti in altre edizioni del gioco.
Nel 2010 è stata pubblicata la versione emulata di Chi no Rondo su Virtual Console per il Nintendo Wii. Seppur reintitolato Rondo of Blood nella pagina del menu di avvio, il testo del gioco non è stato tradotto dalla lingua giapponese.
Il 26 ottobre 2018, il gioco viene riproposto anche su PlayStation 4, nella collection chiamata Castlevania Requiem: Symphony of the Night & Rondo of Blood.
Ha avuto un sequel, Castlevania: Symphony of the Night, ambientato cinque anni dopo, con il quale condivide i due personaggi giocabili, ossia Richter Belmont e Maria Renard.

## Trama
Nel 1792, Dracula viene fatto tornare in vita e, per vendicarsi, fa rapire la ragazza di Richter Belmont, custode della frusta Ammazzavampiri che lo aveva sconfitto in passato.